# Aloua Gaseruka
Aloua Gaseruka (ur. 8 maja 1983 w Kigali) – rwandyjski piłkarz grający na pozycji obrońcy. W swojej karierze rozegrał 23 mecze i strzelił 1 gola w reprezentacji Rwandy.

## Kariera klubowa
Swoją karierę piłkarską Gaseruka rozpoczął w klubie SC Kiyovu Sport. W sezonie 2003 zadebiutował w jego barwach w pierwszej lidze rwandyjskiej. W debiutanckim sezonie wywalczył z nim wicemistrzostwo Rwandy. W latach 2004–2008 był zawodnikiem APR FC. Dwukrotnie został z nim mistrzem kraju w sezonach 2005 i 2006, dwukrotnie wicemistrzem w sezonach 2004 i 2007/2008 oraz zdobył dwa Puchary Rwandy w latach 2006 i 2008. W 2008 przeszedł do Atraco FC, w którym spędził dwa lata. W sezonach 2008/2009 i 2009/2010 został z nim wicemistrzem Rwandy. W 2009 zdobył też krajowy puchar. W 2010 roku grał w sudańskim Al-Merreikh Omdurman, z którym sięgnął po wicemistrzostwo i Puchar Sudanu. W latach 2010–2012 był piłkarzem Rayon Sports FC, w którym zakończył karierę.

## Kariera reprezentacyjna
W reprezentacji Rwandy Gaseruka zadebiutował 5 czerwca 2004 w przegranym 0:2 meczu eliminacji do MŚ 2006 z Nigerią, rozegranym w Abudży. Od 2004 do 2009 wystąpił w kadrze narodowej 23 razy i strzelił 1 gola.